# Lerné
Lerné és un municipi francès, situat al departament de l'Indre i Loira i a la regió de Centre – Vall del Loira. L'any 2007 tenia 339 habitants.

## Demografia

### Població
El 2007 la població de fet de Lerné era de 339 persones. Hi havia 147 famílies, de les quals 57 eren unipersonals (16 homes vivint sols i 41 dones vivint soles), 37 parelles sense fills, 41 parelles amb fills i 12 famílies monoparentals amb fills.
La població ha evolucionat segons el següent gràfic:
Habitants censats

### Habitatges
El 2007 hi havia 218 habitatges, 153 eren l'habitatge principal de la família, 24 eren segones residències i 41 estaven desocupats. 186 eren cases i 30 eren apartaments. Dels 153 habitatges principals, 90 estaven ocupats pels seus propietaris, 56 estaven llogats i ocupats pels llogaters i 6 estaven cedits a títol gratuït; 3 tenien una cambra, 15 en tenien dues, 28 en tenien tres, 43 en tenien quatre i 64 en tenien cinc o més. 117 habitatges disposaven pel capbaix d'una plaça de pàrquing. A 77 habitatges hi havia un automòbil i a 62 n'hi havia dos o més.

### Piràmide de població
La piràmide de població per edats i sexe el 2009 era:
| Homes | Edats   | Dones |
| ----- | ------- | ----- |
| 0     | 95 o +  | 0     |
| 4     | 90 a 94 | 4     |
| 4     | 85 a 89 | 4     |
| 0     | 80 a 84 | 0     |
| 4     | 75 a 79 | 8     |
| 12    | 70 a 74 | 0     |
| 16    | 65 a 69 | 16    |
| 12    | 60 a 64 | 0     |
| 8     | 55 a 59 | 16    |
| 12    | 50 a 54 | 8     |
| 12    | 45 a 49 | 8     |
| 20    | 40 a 44 | 16    |
| 8     | 35 a 39 | 16    |
| 8     | 30 a 34 | 8     |
| 8     | 25 a 29 | 8     |
| 4     | 20 a 24 | 4     |
| 0     | 15 a 19 | 16    |
| 4     | 10 a 14 | 8     |
| 8     | 5 a 9   | 0     |
| 8     | 0 a 4   | 0     |

## Economia
El 2007 la població en edat de treballar era de 209 persones, 157 eren actives i 52 eren inactives. De les 157 persones actives 140 estaven ocupades (73 homes i 67 dones) i 17 estaven aturades (7 homes i 10 dones). De les 52 persones inactives 25 estaven jubilades, 16 estaven estudiant i 11 estaven classificades com a «altres inactius».

### Ingressos
El 2009 a Lerné hi havia 145 unitats fiscals que integraven 310 persones, la mediana anual d'ingressos fiscals per persona era de 15.650,5 €.

### Activitats econòmiques
Dels 9 establiments que hi havia el 2007, 1 era d'una empresa extractiva, 1 d'una empresa alimentària, 1 d'una empresa de construcció, 1 d'una empresa de comerç i reparació d'automòbils, 1 d'una empresa d'informació i comunicació, 2 d'empreses de serveis i 2 d'empreses classificades com a «altres activitats de serveis».
L'únic servei als particulars que hi havia el 2009 era un guixaire pintor.
L'únic establiment comercial que hi havia el 2009 era una fleca.
L'any 2000 a Lerné hi havia 21 explotacions agrícoles que ocupaven un total de 946 hectàrees.

## Equipaments sanitaris i escolars
El 2009 hi havia una escola elemental integrada dins d'un grup escolar amb les comunes properes formant una escola dispersa.

## Poblacions més properes
El següent diagrama mostra les poblacions més properes.